# Campeonato Carioca de Futebol de 1987 - Segunda Divisão
O Campeonato Carioca da Segunda Divisão de 1987 foi uma edição da segunda divisão do campeonato estadual de futebol profissional do Rio de Janeiro. A competição foi organizada pela Federação de Futebol do Estado do Rio de Janeiro (FERJ).
Foram promovidos ao final do certame Volta Redonda e Friburguense para os lugares de Olaria, Campo Grande, Mesquita e Portuguesa, rebaixados da Primeira Divisão.

## Participantes
O Campeonato Estadual da Segunda Divisão foi disputado pelas seguintes agremiações:
- Bonsucesso Futebol Clube, do Rio de Janeiro
- Central Sport Club, de Barra do Piraí
- Friburguense Atlético Clube, de Nova Friburgo
- Madureira Esporte Clube, do Rio de Janeiro
- Esporte Clube Nova Cidade, de Nilópolis
- Clube Esportivo Rio Branco, de Campos
- Rubro Atlético Clube, de Araruama
- São Cristóvão de Futebol e Regatas, do Rio de Janeiro
- Serrano Futebol Clube, de Petrópolis
- Esporte Clube Siderantim, de Barra Mansa
- Tomazinho Futebol Clube, de São João de Meriti
- Volta Redonda Futebol Clube, de Volta Redonda